# Fur and Gold
Fur and Gold är debutalbumet av den brittiska sångerskan och musikern Bat for Lashes (eg. Natasha Khan), utgivet 11 september 2006 på Echo Label/Parlophone. Förutom sång spelar Natasha Khan flera olika instrument på albumet, däribland piano, gitarr och slagverk, tillsammans med en rad ytterligare studiomusiker under produktion av David Kosten. Med plats 48 som bästa placering på den brittiska albumlistan uppnådde Fur and Gold aldrig riktig mainstreampopularitet men har däremot stadgat sig något inom indiekretsarna.
Fur and Gold nominerades 2007 för Mercury Music Prize och har till stor del mötts av positiv kritik, bland annat från skribenter på Allmusic, The Guardian och The Observer.
Singlarna från albumet var "The Wizard", "Trophy", "Prescilla" och "What's a Girl to Do?".

## Låtlista
Alla låtar är skrivna och komponerade av Natasha Khan, utom bonusspåret "I'm on Fire" (Bruce Springsteen). 
| Nr  | Titel                             | Längd |
| --- | --------------------------------- | ----- |
| 1.  | Horse and I                       | 3:04  |
| 2.  | Trophy                            | 4:00  |
| 3.  | Tahiti                            | 3:38  |
| 4.  | What's a Girl to Do?              | 2:58  |
| 5.  | Sad Eyes                          | 4:16  |
| 6.  | The Wizard                        | 4:17  |
| 7.  | Prescilla                         | 3:34  |
| 8.  | Bat's Mouth                       | 4:25  |
| 9.  | Seal Jubilee                      | 4:44  |
| 10. | Sarah                             | 3:56  |
| 11. | I Saw a Light                     | 6:24  |
| 12. | I'm on Fire (Amerikansk bonuslåt) | 3:31  |

## Medverkande
- Natasha Khan - sång, piano, gitarr, keyboard, harmonium, trummor, slagverk, vibrafon, harpa, produktion
- David Kosten - keyboard, inspelning, programmering, mixning, produktion
- Abi Fry - altfiol
- Rachael T Sell - bakgrundssång
- Ben Christophers - gitarr, bas
- Caroline Weeks - gitarr, harpa, bakgrundssång
- Josh T Pearson - gitarr, bakgrundssång
- Emma Ramsdale - harpa
- Tim Byford - trummor
- Tim Hutton - trumpet, trombon
- Tim Young - mastering
- Red Design - design
- Bohdan Cap - fotografi (omslag)
- Peter Moyse - fotografi (bandet)